# Diocesi di Tibari
La diocesi di Tibari (in latino Dioecesis Thibaritana) è una sede soppressa e sede titolare della Chiesa cattolica.

## Storia
Tibari, identificabile con Thibar nell'odierna Tunisia (governatorato di Béja), è un'antica sede episcopale della provincia romana dell'Africa Proconsolare, suffraganea dell'arcidiocesi di Cartagine.
Sono tre i vescovi documentati di Tibari. Vincenzo intervenne al concilio di Cartagine convocato il 1º settembre 256 da san Cipriano per discutere della questione relativa alla validità del battesimo amministrato dagli eretici, e figura al 37º posto nelle Sententiae episcoporum. Alla conferenza di Cartagine del 411, che vide riuniti assieme i vescovi cattolici e donatisti dell'Africa romana, presero parte il cattolico Vittore e il donatista Vittoriano.
Dal XIX secolo Tibari è annoverata tra le sedi vescovili titolari della Chiesa cattolica; dal 18 febbraio 2009 il vescovo titolare è Matthias Heinrich, vescovo ausiliare di Berlino.

## Cronotassi

### Vescovi
- Vincenzo † (menzionato nel 256)
- Vittore † (menzionato nel 411)
  - Vittoriano † (menzionato nel 411) (vescovo donatista)

### Vescovi titolari
- Joseph-Marie-Stanislas Dupont, M.Afr. † (16 febbraio 1897 - 19 marzo 1930 deceduto)
- Kidanè-Maryam Cassà † (4 luglio 1930 - 1º settembre 1951 deceduto)
- Lionel Audet † (28 febbraio 1952 - 10 ottobre 1989 deceduto)
- Pierre François Marie Joseph Duprey, M. Afr. † (12 dicembre 1989 - 13 maggio 2007 deceduto)
- Matthias Heinrich, dal 18 febbraio 2009